# Taeniophyllum xerophilum
Taeniophyllum xerophilum är en orkidéart som beskrevs av Rudolf Schlechter. Taeniophyllum xerophilum ingår i släktet Taeniophyllum och familjen orkidéer. Inga underarter finns listade i Catalogue of Life.